# Jezioro Turkusowe
Jezioro Turkusowe – jezioro na terenie Wolińskiego Parku Narodowego na  wyspie Wolin, na południu wsi Wapnica (gmina Międzyzdroje), w powiecie kamieńskim, w województwie zachodniopomorskim. Powierzchnia jeziora wynosi 6,74 hektara, a jego głębokość to 21,2 m. Ponieważ lustro wody leży na wysokości 2,6 m n.p.m., jezioro tworzy kryptodepresję o głębokości 18,6 m p.p.m.

## Historia powstania

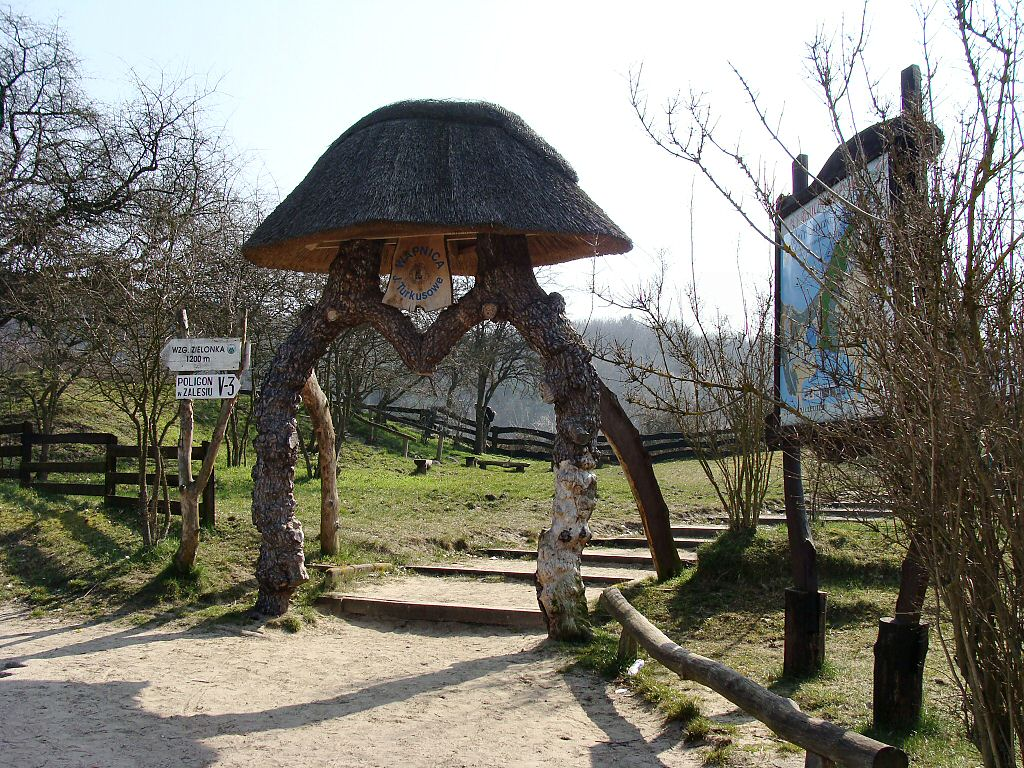
Brama prowadząca nad Jezioro Turkusowe

W miejscu dzisiejszego Jeziora Turkusowego przed II wojną światową znajdowało się wyrobisko kopalni kredy (porwak lodowcowy) pracującej na potrzeby cementowni Quistorpa w pobliskim (0,5 km na zachód) Lubinie. Po zakończeniu II wojny światowej Rosjanie dokonali demontażu znajdujących się tu urządzeń. Wyrobisko zaczęło napełniać się stopniowo wodą. W 1948 władze polskie postanowiły wznowić eksploatację złoża. Wypompowano wodę, sprowadzono niezbędne maszyny i urządzenia. Kopalnia funkcjonowała do 1954, kiedy to ze względu na wyczerpywanie się złoża i rosnące trudności z pozyskiwaniem kredy (wyrobisko stawało się coraz głębsze) zakończono jego eksploatację.
Od tego momentu wyrobisko zaczęło stopniowo wypełniać się wodami podskórnymi i opadowymi (w odróżnieniu od genezy Jeziora Szmaragdowego w Szczecinie, proces ten był powolny i nie miał charakteru katastrofalnego). Ok. 1960 poziom wody przestał się już podnosić i zrównał się z wysokością lustra wody w Zalewie Szczecińskim.
W jeziorze występuje zjawisko krasowe. Nazwa jeziora pochodzi od niebieskawo-zielonej barwy lustra wody wywołanej rozszczepieniem światła słonecznego w czystej wodzie i odbiciem refleksów od białego podłoża kredowego z zalegającymi na dnie związkami węglanu wapnia.
Na południowym wysokim brzegu jeziora wznosi się Piaskowa Góra – punkt widokowy na jezioro, Wapnicę i Pagórki Lubińsko-Wapnickie. Jezioro Turkusowe jest jedną z atrakcji turystycznych Wolińskiego Parku Narodowego. Poprowadzono tędy niebieski turystyczny Szlak Nad Bałtykiem i Zalewem Szczecińskim (Międzyzdroje – Wolin).
Niedaleko jeziora rośnie 400-letni dąb Prastary mający status pomnika przyrody, którego obwód wynosił w 2012 roku 705 cm. Dąb został w 2015 roku podpalony przez wandali.

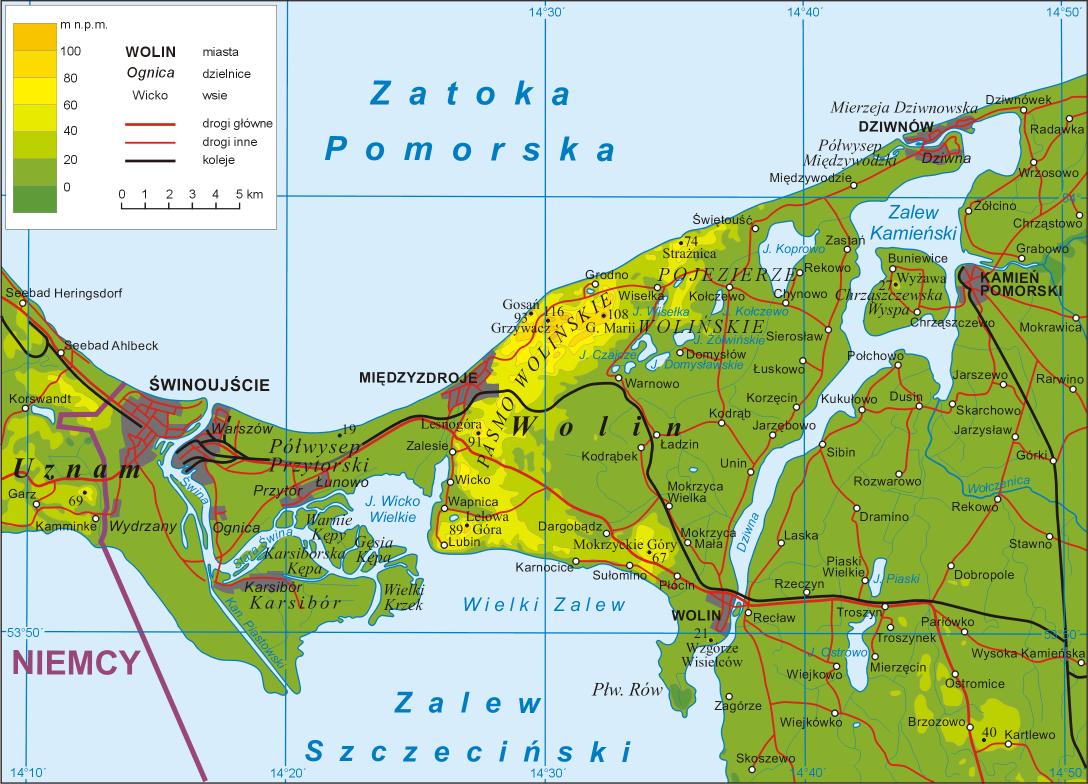
Mapa wyspy Wolin z zaznaczonym Jeziorem Turkusowym